# Cypriotisch voetbalkampioenschap 1992/93
In 1992/93 werd het 55e Cypriotische voetbalkampioenschap gespeeld. AC Omonia won de competitie voor 17e keer.

## Stadions
| Club         | Stadion                     |
| ------------ | --------------------------- |
| AEL          | Tsirion Stadium             |
| Anorthosis   | Antonis Papadopoulosstadion |
| APOEL        | Makariostadion              |
| Apollon      | Tsirion Stadium             |
| APOP         | Pafiako Stadium             |
| Aris         | Tsirion Stadium             |
| Ethnikos     | Dasaki Stadium              |
| Enosis       | Paralimni Municipal Stadium |
| EPA          | GSZ Stadion                 |
| Evagoras     | Pafiako Stadium             |
| Nea Salamina | Ammochostosstadion          |
| Olympiakos   | GSP Stadion                 |
| Omonia       | Makariostadion              |
| Pezoporikos  | GSZ Stadion                 |

## Stand
| Pos | Team                  | Wed | W  | G  | V  | Ptn | DV | DT | +/− | Kwalificatie of degradatie                                  |
| --- | --------------------- | --- | -- | -- | -- | --- | -- | -- | --- | ----------------------------------------------------------- |
| 1   | Omonia (C)            | 26  | 18 | 5  | 3  | 59  | 75 | 30 | +45 | Gekwalificeerd voor Voorronde UEFA Champions League 1993/94 |
| 2   | Apollon               | 26  | 17 | 6  | 3  | 57  | 66 | 25 | +41 | Gekwalificeerd voor Eerste ronde UEFA Cup 1993/94           |
| 3   | Nea Salamina          | 26  | 15 | 3  | 8  | 48  | 44 | 28 | +16 |                                                             |
| 4   | APOEL                 | 26  | 12 | 7  | 7  | 43  | 52 | 39 | +13 | Gekwalificeerd voor Voorronde Europacup II 1993/94          |
| 5   | Anorthosis            | 26  | 11 | 6  | 9  | 39  | 32 | 33 | −1  |                                                             |
| 6   | Pezoporikos           | 26  | 8  | 10 | 8  | 34  | 46 | 39 | +7  |                                                             |
| 7   | AEL                   | 26  | 9  | 6  | 11 | 33  | 42 | 40 | +2  |                                                             |
| 8   | Enosis Neon Paralimni | 26  | 10 | 3  | 13 | 33  | 46 | 48 | −2  |                                                             |
| 9   | Ethnikos Achna        | 26  | 10 | 3  | 13 | 33  | 46 | 49 | −3  |                                                             |
| 10  | EPA                   | 26  | 8  | 8  | 10 | 32  | 40 | 48 | −8  |                                                             |
| 11  | Olympiakos            | 26  | 8  | 7  | 11 | 31  | 34 | 52 | −18 |                                                             |
| 12  | Evagoras (O)          | 26  | 8  | 6  | 12 | 30  | 39 | 45 | −6  | Degradatie play offs.                                       |
| 13  | Aris (R)              | 26  | 8  | 6  | 12 | 30  | 33 | 52 | −19 | Degradatie naar B' Kategoria 1993/94                        |
| 14  | APOP (R)              | 26  | 1  | 2  | 23 | 5   | 17 | 84 | −67 | Degradatie naar B' Kategoria 1993/94                        |

## Resultaten
| Thuis \ Uit  | AEL | ANR | APN | APL | APP | ARS  | ETH | ENP | EPA | EVG | NSL | OLY | OMN | POL |
| ------------ | --- | --- | --- | --- | --- | ---- | --- | --- | --- | --- | --- | --- | --- | --- |
| AEL          |     | 4–1 | 1–3 | 0–2 | 4–1 | 1–2  | 3–1 | 5–1 | 0–0 | 3–0 | 0–3 | 3–1 | 2–2 | 3–1 |
| Anorthosis   | 2–0 |     | 2–0 | 1–0 | 2–1 | 0–0  | 0–1 | 1–3 | 1–2 | 1–0 | 1–1 | 1–0 | 1–1 | 1–1 |
| APOEL        | 1–0 | 1–3 |     | 1–1 | 2–0 | 2–1  | 3–2 | 5–1 | 2–1 | 5–2 | 3–1 | 4–0 | 2–2 | 1–1 |
| Apollon      | 3–0 | 1–0 | 2–2 |     | 3–0 | 5–1  | 5–2 | 5–2 | 3–1 | 3–2 | 2–1 | 5–1 | 4–4 | 0–0 |
| APOP         | 1–4 | 1–3 | 1–3 | 0–8 |     | 0–2  | 0–5 | 1–4 | 0–2 | 1–0 | 1–2 | 1–1 | 1–4 | 1–1 |
| Aris         | 0–0 | 2–3 | 3–1 | 0–3 | 1–0 |      | 4–2 | 1–1 | 1–1 | 5–1 | 0–0 | 1–3 | 0–3 | 2–0 |
| Ethnikos     | 3–2 | 3–1 | 0–1 | 1–1 | 2–0 | 2–0  |     | 0–0 | 5–2 | 0–0 | 0–3 | 5–0 | 2–4 | 2–3 |
| Enosis       | 2–3 | 3–0 | 1–0 | 0–2 | 6–0 | 2–4  | 2–3 |     | 2–0 | 4–1 | 2–0 | 3–1 | 1–0 | 2–3 |
| EPA          | 1–1 | 1–2 | 2–2 | 1–4 | 5–4 | 2–0  | 1–0 | 4–1 |     | 1–1 | 1–0 | 1–1 | 0–0 | 4–3 |
| Evagoras     | 0–0 | 3–1 | 1–1 | 1–2 | 4–1 | 2–2  | 1–2 | 1–0 | 3–0 |     | 5–2 | 1–1 | 0–1 | 2–0 |
| Nea Salamina | 1–0 | 1–2 | 3–1 | 2–1 | 2–0 | 3–1  | 2–1 | 2–0 | 2–0 | 3–0 |     | 3–1 | 3–1 | 0–1 |
| Olympiakos   | 2–2 | 1–1 | 3–2 | 0–0 | 2–0 | 1–0  | 3–1 | 2–0 | 3–2 | 1–4 | 1–2 |     | 1–2 | 2–1 |
| Omonia       | 4–0 | 1–0 | 3–2 | 2–0 | 7–1 | 10–0 | 4–0 | 2–1 | 4–2 | 3–1 | 3–2 | 5–0 |     | 1–0 |
| Pezoporikos  | 2–1 | 1–1 | 2–2 | 0–1 | 5–0 | 4–0  | 4–1 | 2–2 | 3–3 | 2–3 | 0–0 | 2–2 | 4–2 |     |

### Degradatie play off
12e geplaatste team Evagoras stond tegenover het derde geplaatste team van de B' Kategoria 1992/93 Alki Larnaca, in een twee- legged play-off voor één plek in de B' Kategoria 1993/94.
Evagoras won beide wedstrijden en verzekerde zich van een plaats in de Cypriotisch voetbalkampioenschap 1993/94.
- Evagoras 1–0 Alki
- Alki 0–2 Evagoras

## Topscores
| Rank | Spelers         | Club                | Doelpunten |
| ---- | --------------- | ------------------- | ---------- |
| 1    | Slađan Šćepović | Apollon Limassol FC | 25         |

## Kampioen
| 1992/93                        |
| Cyprus                         |
| ------------------------------ |
| AC Omonia Kampioen (17° titel) |

1934/35 · 1935/36 · 1936/37 · 1937/38 · 1938/39 · 1939/40 · 1940/41 · 1941/42 · 1942/43 · 1943/44 ·  1944/45 · 1945/46 · 1946/47 · 1947/48 · 1948/49 · 1949/50 · 1950/51 · 1951/52 · 1952/53 · 1953/54 · 1954/55 · 1955/56 · 1956/57 · 1957/58 · 1958/59 ·  1959/60 · 1960/61 · 1961/62 · 1962/63 · 1963/64 · 1964/65 · 1965/66 · 1966/67 · 1967/68 · 1968/69 · 1969/70 · 1970/71 · 1971/72 · 1972/73 · 1973/74 · 1974/75 · 1975/76 · 1976/77 · 1977/78 · 1978/79 · 1979/80 · 1980/81 · 1981/82 · 1982/83 · 1983/84 · 1984/85 · 1985/86 · 1986/87 · 1987/88 · 1988/89 · 1989/90 · 1990/91 · 1991/92 · 1992/93 · 1993/94 · 1994/95 · 1995/96 · 1996/97 · 1997/98 · 1998/99 · 1999/00 · 2000/01 · 2001/02 · 2002/03 · 2003/04 · 2004/05 · 2005/06 · 2006/07 · 2007/08 · 2008/09 · 2009/10 · 2010/11 · 2011/12 · 2012/13 · 2013/14 · 2014/15 · 2015/16 · 2016/17 · 2017/18 · 2018/19 · 2019/20 · 2020/21 · 2021/22